# Сан Исидро (Тексас)
Сан Исидро (енгл. San Isidro) насељено је место без административног статуса у америчкој савезној држави Тексас.

## Демографија
По попису из 2010. године број становника је 240, што је 30 (-11,1%) становника мање него 2000. године.
| Група             | 2000.       | 2010.       |
| Белци             | 4 (1,5%)    | 22 (9,2%)   |
| Афроамериканци    | 0 (0,0%)    | 0 (0,0%)    |
| Азијати           | 0 (0,0%)    | 0 (0,0%)    |
| Хиспаноамериканци | 266 (98,5%) | 218 (90,8%) |
| Укупно            | 270         | 240         |